# Thane (ciudad)
Thane es una ciudad en el estado indio de Maharashtra. Está en la división de Konkan y es una parte de la región metropolitana de Bombay.

## Historia

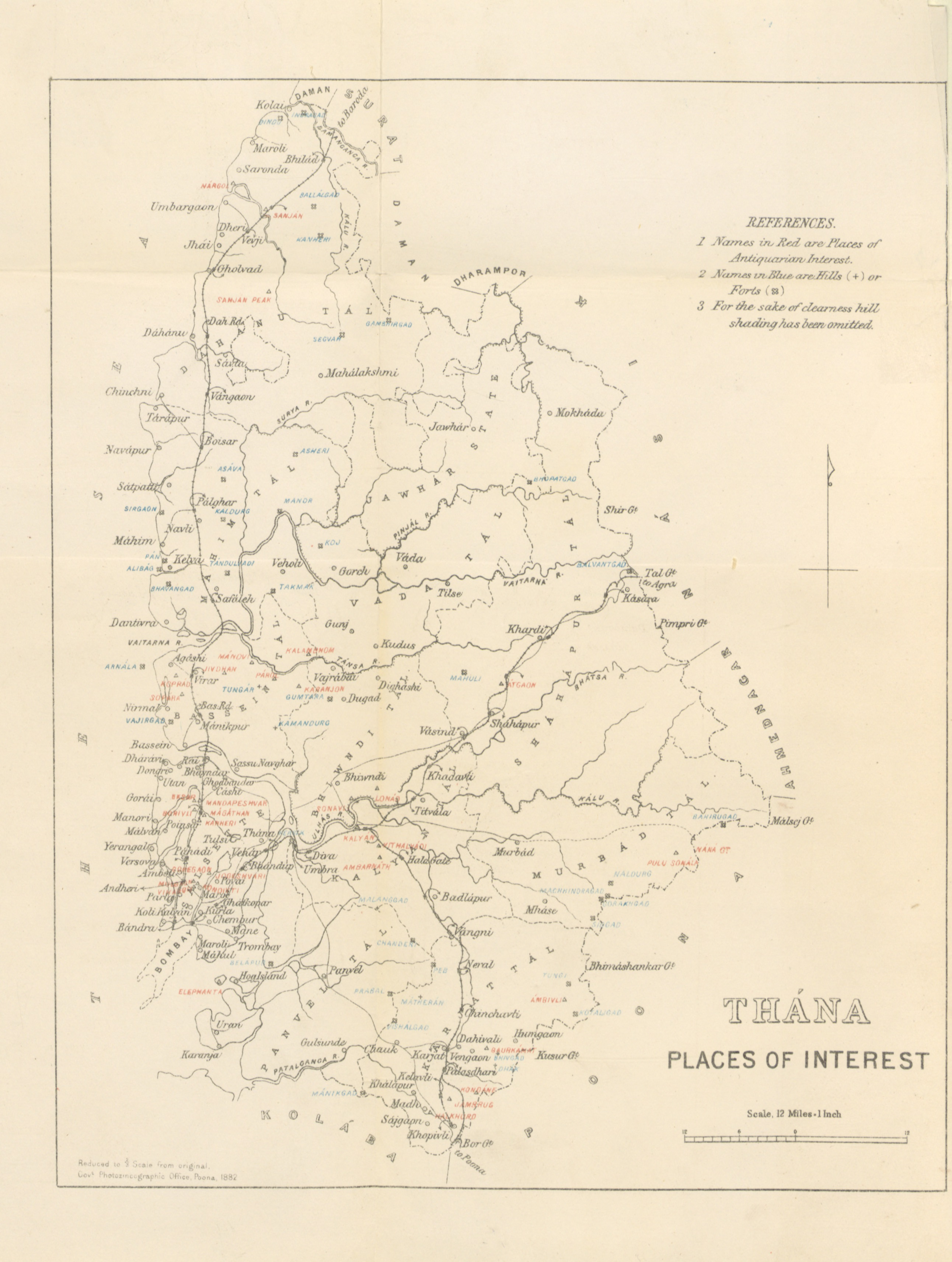
Mapa de los lugares de interés del distrito de Thana en 1896

La ciudad surge en la Edad Media, se han descubierto placas y planchas de cobre que datan de esa época. Uno de ellos, desenterrado de los cimientos del fuerte de Thane en 1787, fechado en 1078 dC, es aparentemente una concesión de tierras de Arikesara Devaraja, soberano de la ciudad de Tagara, en el que se dirige a los habitantes de una ciudad llamada Sri Sthanaka.
Jordanus Catalani visitó Thane entre el año 1321 y 1324, y la describió bajo un gobernador musulmán. Dejó un esbozo detallado de los cristianos nestorianos en Thane y se refiere al martirio de cuatro frailes cristianos (franciscanos) en la región, casi 200 años antes de que los portugueses pusieran pie en la India. Ibn Battuta y Abu al-Fida, contemporáneos de Jordanus, también visitaron la ciudad. Se refieren a Thane como Kukin Tana y hablan de su fama como puerto desde el cual los barcos zarpan hacia el golfo llevando una especie de tela llamada 'Tanasi' que era producida en Thane. Duarte Barbosa, un notable viajero, describió a Thane por el nombre de Tana Mayambu.
Los británicos ocuparon la isla de Salsete, el fuerte de Thana, Fort Versova y el fuerte de Karanja en 1774.

## Geografía

### Ciudad de los Lagos
El más famoso es el lago Masunda, también conocido como Talao Pali. Ofrece instalaciones de canotaje y scooter acuático. En la orilla del lago se encuentra el Gadkari Rangayatan, una sala de teatro que es un centro muy popular para el entretenimiento. El templo de Kopineshwar en las orillas es el templo más antiguo en todo el distrito de Thane. Fue construido y renovado alrededor de año 1750 por Chimajji Appa.

## Clima
Thane tiene un clima monzónico o tropical de sabana. En general el clima es ecuánime con días de alta precipitación y muy pocos días de temperaturas extremas. La temperatura varía de 22 °C a 36 °C. Las temperaturas del invierno pueden caer a 12 °C por la noche mientras que las temperaturas del verano pueden elevarse a más de 40 °C al mediodía. Las temperaturas más bajas durante el día se observan durante el pico de los monzones de verano en julio y agosto, cuando las temperaturas pueden bajar a aproximadamente 25 °C. Del total de precipitaciones, 80% de lluvias se experimentan entre junio y octubre. La precipitación media anual es de 2000-2500 mm y la humedad es de 61-86%, por lo que es una zona húmeda o perhumeda.
| Parámetros climáticos promedio de Thane | Parámetros climáticos promedio de Thane | Parámetros climáticos promedio de Thane | Parámetros climáticos promedio de Thane | Parámetros climáticos promedio de Thane | Parámetros climáticos promedio de Thane | Parámetros climáticos promedio de Thane | Parámetros climáticos promedio de Thane | Parámetros climáticos promedio de Thane | Parámetros climáticos promedio de Thane | Parámetros climáticos promedio de Thane | Parámetros climáticos promedio de Thane | Parámetros climáticos promedio de Thane | Parámetros climáticos promedio de Thane |
| Mes                                     | Ene.                                    | Feb.                                    | Mar.                                    | Abr.                                    | May.                                    | Jun.                                    | Jul.                                    | Ago.                                    | Sep.                                    | Oct.                                    | Nov.                                    | Dic.                                    | Anual                                   |
| --------------------------------------- | --------------------------------------- | --------------------------------------- | --------------------------------------- | --------------------------------------- | --------------------------------------- | --------------------------------------- | --------------------------------------- | --------------------------------------- | --------------------------------------- | --------------------------------------- | --------------------------------------- | --------------------------------------- | --------------------------------------- |
| Temp. máx. media (°C)                   | 30.6                                    | 31.3                                    | 32.7                                    | 33.1                                    | 33.3                                    | 31.9                                    | 29.8                                    | 29.3                                    | 30.1                                    | 32.9                                    | 33.4                                    | 32.0                                    | 31.7                                    |
| Temp. mín. media (°C)                   | 16.4                                    | 17.3                                    | 20.6                                    | 23.7                                    | 26.1                                    | 25.8                                    | 24.8                                    | 24.5                                    | 24.0                                    | 23.1                                    | 20.5                                    | 18.2                                    | 22.1                                    |
| Precipitación total (mm)                | 3.1                                     | 1.0                                     | 1.5                                     | 2.3                                     | 25.1                                    | 541.3                                   | 922.0                                   | 539.7                                   | 326.9                                   | 93.2                                    | 19.1                                    | 2.3                                     | 2477.5                                  |
| Fuente: Gobierno de Maharashtra         |                                         |                                         |                                         |                                         |                                         |                                         |                                         |                                         |                                         |                                         |                                         |                                         |                                         |

## Transporte

### Ferrocarril
Thane era el término para el primer tren de pasajeros en Asia. El servicio de trenes de pasajeros fue inaugurado el 16 de abril de 1853 entre Colaba y Thane. Cubriendo una distancia de 34 km, era tirado por tres locomotoras: Sahib, Sindh y Sultan.
Thane está conectado con los suburbios vecinos a través de la red ferroviaria suburbana Central y Trans-Harbour. La ciudad es un nudo ferroviario para la línea Thane-Vashi Harbour y Central Line. Se ha convertido en la estación suburbana más concurrida en Bombay que maneja 6,54 lakh de pasajeros diarios.
A partir de 2013, hay planes de extender la línea del metro Ghatkopar-Mulund hasta Thane.
El 26 de agosto de 2015, el MMRDA aprobó ₹35 400 crores para 118 km de la red de metro de Bombay. Esto incluye un corredor 40 km Wadala-Ghatkopar-Thane-Kasarvadavali vía Wadala GPO y R.A.Kidwai Marg con un costo de ₹ 12,000 crores.

## Demografía
La población de Thane según el censo de 2011 es de 1 886 941 habitantes. La tasa de alfabetización promedio de la ciudad es de 91,36 por ciento, de los cuales la alfabetización masculina y femenina fue de 94,19 y 88,14 por ciento respectivamente. La proporción de sexos fue de 882 mujeres por cada 1000 hombres. La proporción de sexos infantiles es de 900 niñas por cada 1000 niños. El total de niños en Thane fue de 186 259 según el informe de Censo de la India en 2011. Había 98 017 muchachos mientras que 88 242 eran muchachas. Los niños forman el 10,24% de la población total de la ciudad.
La lengua dominante hablada en Thane es el marathi. Algunas de las familias  en el barrio de Khatri todavía hablan portugués.